# Болм (Флорида)
Болм (англ. Balm) — переписна місцевість (CDP) в США, в окрузі Гіллсборо штату Флорида. Населення — 6541 особа (2020).

## Географія
Болм розташований за координатами 27°45′11″ пн. ш. 82°17′22″ зх. д. / 27.75306° пн. ш. 82.28944° зх. д. (27.753037, -82.289466).  За даними Бюро перепису населення США в 2010 році переписна місцевість мала площу 26,31 км², з яких 26,04 км² — суходіл та 0,27 км² — водойми.

## Демографія
Згідно з переписом 2010 року, у переписній місцевості мешкало 1457 осіб у 465 домогосподарствах у складі 372 родин. Густота населення становила 55 осіб/км².  Було 520 помешкань (20/км²).
Расовий склад населення:
| - 71,2 % — білих - 15,3 % — чорних або афроамериканців - 1,6 % — азіатів - 0,1 % — корінних американців - 9,8 % — осіб інших рас |

До двох чи більше рас належало 2,0 %. Частка іспаномовних становила 31,0 % від усіх жителів.
За віковим діапазоном населення розподілялося таким чином: 29,3 % — особи молодші 18 років, 63,1 % — особи у віці 18—64 років, 7,6 % — особи у віці 65 років та старші. Медіана віку мешканця становила 31,7 року. На 100 осіб жіночої статі у переписній місцевості припадало 102,9 чоловіків;  на 100 жінок у віці від 18 років та старших — 101,2 чоловіків також старших 18 років.
Середній дохід на одне домашнє господарство  становив 61 148 доларів США (медіана — 51 375), а середній дохід на одну сім'ю — 65 704 долари (медіана — 55 240). За межею бідності перебувало 14,7 % осіб, у тому числі 23,9 % дітей у віці до 18 років та 6,9 % осіб у віці 65 років та старших.
Цивільне працевлаштоване населення становило 773 особи. Основні галузі зайнятості: освіта, охорона здоров'я та соціальна допомога — 22,9 %, науковці, спеціалісти, менеджери — 14,2 %, будівництво — 13,5 %.